# Maycee Barber
Maycee Barber, född 18 maj 1998, är en amerikansk MMA-utövare från Houston, Texas som sedan 2018 tävlar i organisationen Ultimate Fighting Championship.

## Bakgrund
Barber är det näst äldsta av sex syskon. Med föräldrar som försörjde sig inom kampsport och ledde in alla sina barn på olika kampsporter som träning började Barber träna karate redan som treåring. Vid tretton års ålder undervisade hon vuxna studenter vid familjens kampsportsskola i Fort Collins, Colorado. Vid 13 eller 14 års ålder berättade hon för sina föräldrar att hon ville gå matcher i UFC. Hennes pappa, som också är hennes manager, berättar i en intervju med yahoo att när de förstod att det här var vad hon ville göra så fokuserade de 100% på att göra henne så bra som möjligt så hon skulle ta så lite skada som möjligt. "Vi började resa omkring och har åkt bokstavligen runt hela landet." De tog henne till Greg Jackson och Brandon Gibson (JacksonWink MMA), Duane Ludwig och Trevor Wittman (Grudge Training Center) och skrev in henne på Team Alpha Male. 
Dana White pekade ut henne som en framtida stjärna inför matchen mot JJ Aldrich.

## Karriär

### Legacy Fighting Alliance
Barber debuterade professionellt vid LFA 14 den 23 juni 2017 mot Itzel Esquivel. En match hon vann via submission i den första ronden.
Tre månader senare 8 september vid LFA 22 gick hon sin andra match som hon vann via enhälligt domslut.
16 februari 2018 gick hon sin nästa match vid LFA 33 mot Kaila Thompson. En match Barber snabbt vann via submission efter 31 sekunder i den första ronden. Trots att det borde varit ett 100% positivt utfall kritiserade Barber sig själv och resultatet till en viss gräns efter matchen. Hon hade velat få med sig mer erfarenhet och ringtid från matchen.
Bara tre månader senare gick hon sin nästa match 4 maj 2018 vid LFA 39 mot Audrey Perkins. I tredje ronden avslutade Barber sin motståndare och vann officiellt via TKO.

### UFC
Med den senaste matchen hade hon ett perfekt facit om 4-0 och tre avslut. Det resultatet gjorde att hon uppmärksammades av UFC och erbjöds en plats på DWTNCS, Dana White's Tuesday Night Contender Series. Väl där mötte hon Jamie Colleen i säsong 2, avsnitt 5 den 17 juli 2018 och förbättrade sitt facit till 5-0 via TKO-avslut i tredje ronden. Efter det resultatet fick hon ett kontrakt med UFC, hon var då 20 år gammal.
Väl inne i det fullskaliga UFC gick hennes nästa match mot Hanna Cifers 10 november 2018 vid UFC Fight Night: Korean Zombie vs. Rodríguez. En match hon vann via avslut och TKO i andra ronden.
Dryga fyra månader senare 23 mars 2019 vid UFC Fight Night: Thompson vs. Pettis	mötte Barber JJ Aldrich. Barber mötte motstånd och blev nedslagen två gånger i första ronden men hon vände matchen i andra ronden och avslutade Aldrich mot buren via TKO.
Barbers nästa match gick mot välmeriterade Gillian Robertson 18 oktober 2019 vid UFC on ESPN: Reyes vs. Weidman i den klassiska matchingen "grappler vs striker". Efter tre minuter i den första ronden stoppade Barber sin motståndare via TKO-avslut.
Nästa match i organisationen gick mot grapplingutövaren Roxanne Modafferi vid UFC 246. Barber skadade sitt knä väldigt illa tidigt i matchen och kunde inte stödja sig ordentligt på benet resten av matchen. Hon stod dock tiden ut men förlorade till slut via enhälligt domslut.

## Tävlingsfacit
| Resultat | Facit | Motståndare             | Metod                         | Evenemang                                    | Datum            | Rond | Tid  | Plats               | Notering |
| -------- | ----- | ----------------------- | ----------------------------- | -------------------------------------------- | ---------------- | ---- | ---- | ------------------- | -------- |
| Vinst    | 1-0   | Itzel Esquivel (USA)    | Submission (armbar)           | LFA 14                                       | 23 juni 2017     | 1    | 3:52 | Houston, TX, USA    |          |
| Vinst    | 2-0   | Mallory Martin (USA)    | Domslut (enhälligt)           | LFA 22                                       | 8 september 2017 | 3    | 5:00 | Broomfield, CO, USA |          |
| Vinst    | 3–0   | Kaila Thompson (USA)    | Submission (rear-naked choke) | LFA 33                                       | 16 februari 2018 | 1    | 0:31 | Dallas, TX, USA     |          |
| Vinst    | 4–0   | Audrey Perkins (USA)    | TKO (slag och armbågar)       | LFA 39                                       | 4 maj 2018       | 3    | 2:54 | Vail, CO, USA       |          |
| Vinst    | 5–0   | Jamie Colleen (USA)     | TKO (armbågar)                | DWTNCS säs. 2, avs. 5                        | 17 juli 2018     | 3    | 4:15 | Las Vegas, NV, USA  |          |
| Vinst    | 6–0   | Hannah Cifers (USA)     | TKO (armbågar och slag)       | UFC Fight Night: Korean Zombie vs. Rodríguez | 10 november 2018 | 2    | 2:01 | Denver, CO, USA     |          |
| Vinst    | 7–0   | JJ Aldrich (USA)        | TKO (knän och slag)           | UFC Fight Night: Thompson vs. Pettis         | 23 mars 2019     | 2    | 3:01 | Nashville, TN, USA  |          |
| Vinst    | 8–0   | Gillian Robertson (CAN) | TKO (slag)                    | UFC on ESPN: Reyes vs. Weidman               | 18 oktober 2019  | 1    | 3:04 | Boston, MA, USA     |          |
| Förlust  | 8–1   | Roxanne Modafferi (USA) | Domslut (enhälligt)           | UFC 246                                      | 18 januari 2020  | 3    | 5:00 | Las Vegas, NV, USA  |          |